# Morozivka, Milove
Morozivka (în ucraineană Морозівка) este localitatea de reședință a comunei Morozivka din raionul Milove, regiunea Luhansk, Ucraina.

## Demografie
Componența lingvistică a localității Morozivka
     Ucraineană (93,36%)
     Rusă (6,34%)
     Alte limbi (0,3%)
Conform recensământului din 2001, majoritatea populației localității Morozivka era vorbitoare de ucraineană (93,36%), existând în minoritate și vorbitori de rusă (6,34%).